# 徐嶠
徐峤（687年—742年10月4日），字仲山，冯翊郡（今陕西省渭南市大荔县）人，祖籍湖州长城县（今浙江省湖州市长兴县），唐朝官员。

## 生平
开元年间为驾部员外郎、集贤院直学士，升任中书舍人，父子相次为学士，自祖及孙，三世为中书舍人。道士张果知名，唐玄宗派中书舍人徐峤带着玺书邀礼，请他到至东都，住在集贤院，肩舆入宫。徐峤转任内供奉、河南尹。封慈源县公。开元二十五年（737年），刑部断狱，天下死罪只有五十八人。但这一年唐玄宗杀太子李瑛等三子。大理少卿徐峤上言：大理狱院，从来相传杀气太盛，鸟雀不栖息，现在有鹊巢在监狱的树上，差不多到刑罚不用的程度。群臣上表陈贺。唐玄宗以宰相变理、法官平允之功，封牛仙客为邠国公，李林甫为晋国公，刑部大理官共赐帛二千匹。在地方上曾经担任润州刺史、福州刺史、常州刺史。天宝元年，徐峤从晋陵出发前往长安，准备接受朝廷考评政绩，停留在洛阳政俗里私人住宅中，因病不起。秋九月癸卯（742年10月4日），徐峤在洛阳政俗里私人住宅中去世，虚岁五十六，朝廷赠予荥阳郡太守。同年冬十一月壬寅（742年12月2日），徐峤的儿子徐旻、徐昙、徐晕将父亲葬于龙门山，与先夫人赵郡君王琳合葬。

## 家庭

### 曾祖
- 徐孝德，唐朝果州刺史

### 祖父
- 徐齐聃，唐朝礼部尚书

### 父亲
- 徐坚，唐朝太子少保、东海文公

### 夫人
- 王琳，北周小司徒、吏部尚书，隋并州刺史、广昌郡公王士良六代孙女，隋朝仪同大将军王德衡五代孙女，隋朝枣阳公，唐朝左卫大将军王武英玄孙女，唐朝判凉府节度、西州长史王神感曾孙女，唐朝尚乘直长王仁肃孙女，唐朝枣阳公王献之女

### 子女
- 徐旻
- 徐昙
- 徐晕
- 徐菬
- 徐菲
- 徐萼
- 徐兰